# Henri Charrière
Henri Charrière (n. 16 noiembrie 1906, Saint-Étienne-de-Lugdarès, Ardèche, Franța – d. 29 iulie 1973, Madrid, Noua Castilie⁠(d), Spania) a fost un autor francez, condamnat pe nedrept, cunoscut pentru scrierea memoriilor sale despre timpul petrecut în colonia penală din Guiana Franceză în romanul Papillon. Henri Charrière a fost condamnat la închisoare pe viață pentru asasinarea unui proxenet, Roland Legrand, la data de 26 martie 1930.

## Legături externe
- Charrière, Henri (2005). Papillon. Tradus de O'Brian, Patrick. London: Harper Perennial. ISBN 0-00-717996-0.
- Arantes, Platão (22 septembrie 2006). „A Grande Farsa” [The Great Hoax]. Jornal O Rebate (în portugheză). Arhivat din original la 9 ianuarie 2013. Accesat în 15 septembrie 2018.
- Henri Charrière la Find a Grave